# Saadow

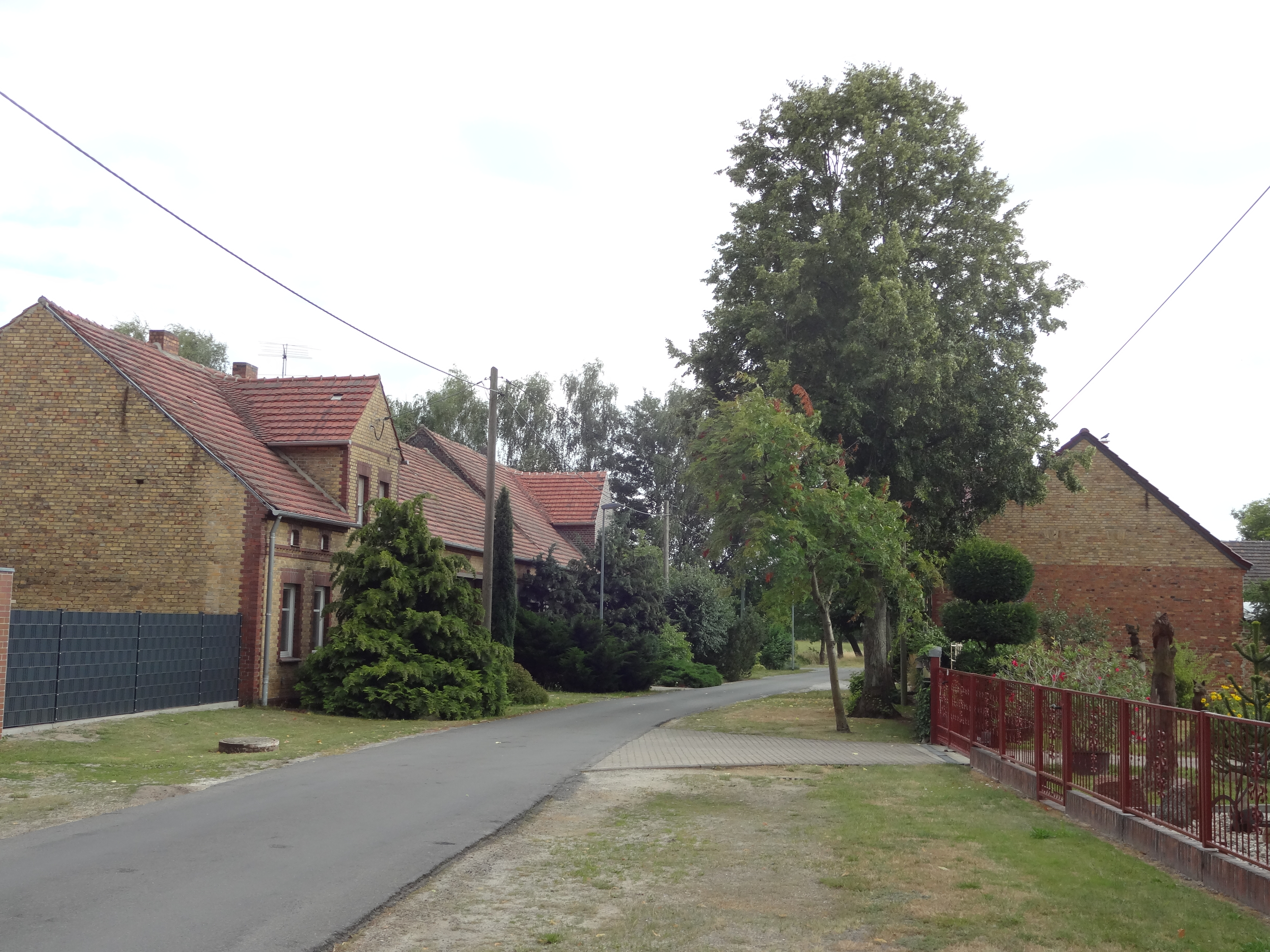
Ortsstraße in Saadow

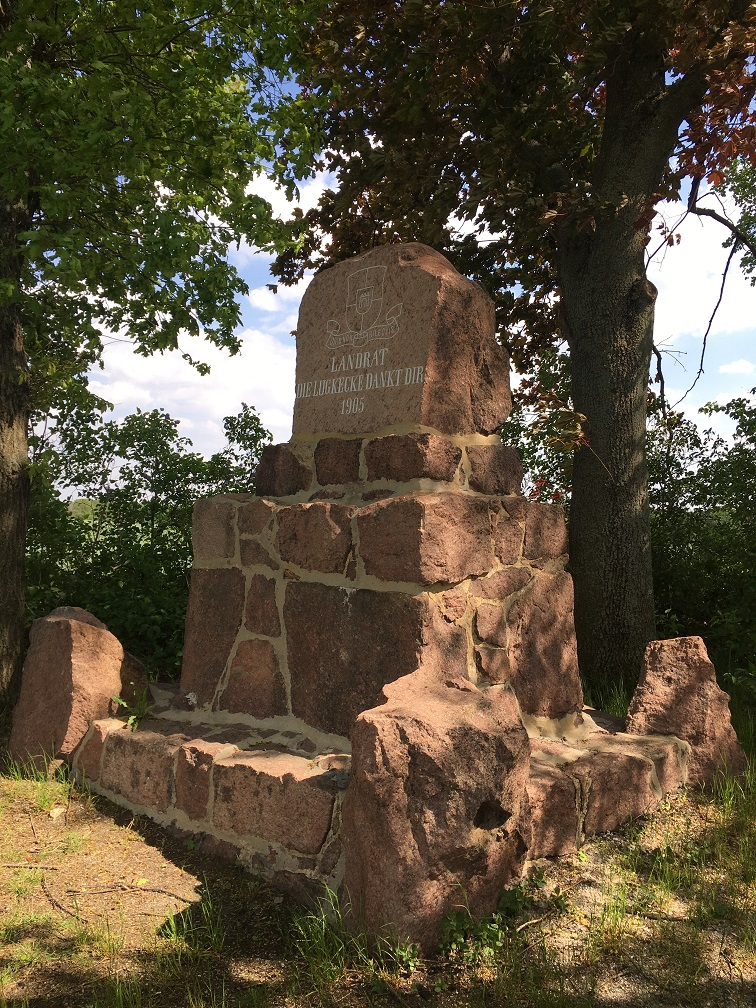
Landratsdenkmal bei Saadow

Saadow (auch Saado; niedersorbisch Žadow) ist ein Teil der Gemeinde Bronkow im Amt Altdöbern. Der Ort liegt im westlichen Teil des südbrandenburgischen Landkreises Oberspreewald-Lausitz.

## Lage
Saadow liegt in der Niederlausitz südlich des Naturparks Niederlausitzer Landrücken und nördlich des Lausitzer Grenzwalls.
Nordwestlich liegt der Gemeindeteil Rutzkau, nördlich und nordöstlich folgen Amandusdorf und der Ort Bronkow. Im Osten befinden sich Orte der Gemeinde Luckaitztal und im Südosten Lipten, weiter im Süden liegen Wormlage, Barzig und Saalhausen Ortsteile der Stadt Großräschen. Im Westen grenzt Saadow an Göllnitz und Lindthal, die Orte liegen bereits im Nachbarkreis Elbe-Elster.

## Geschichte
Saadow bestand aus einem Dorf und einem dazugehörigen Gut. Ernst Eichler nimmt an, dass der Ortsname auf den sorbischen Personennamen Žad zurückzuführen ist. Eine andere Deutung leitet den Namen vom sorbischen Wort sad für Obst ab. Erstmals erwähnt wurde das Dorf im Jahr 1473 als Saydo, 1495 hieß der Ort Saida und 1527 Schadaw. Der Ortsname wurde 1732 als Sado und 1761 als Sade genannt. Die sorbischen Namensvarianten folgten 1761 mit Żadow und Žadow. Besitzer des Ortes waren von 1460 bis 1526 die Herren von Köckritz zu Seese. Weitere Besitzer waren die von Minckwitz. Im Jahr 1598 erwarb Elias von Loeben von Christoph von Minckwitz die Güter Bronkow, Lug und Saadow.
Das im Frühjahr 2022 restaurierte Landratsdenkmal an der Liptener Straße östlich des Ortes mit der Inschrift „LANDRAT, DIE LUGKECKE DANKT DIR 1905.“ und dem Familienwappen mit dem lateinischen Spruch „QUID NON DILECTIS“ (deutsch: „Was tut man nicht alles für die Lieben“) darüber bezieht sich auf den von 1900 bis 1919 amtierenden Landrat des Landkreises Calau, Graf Karl Alphons von Pourtalès (1861–1930), aus Laasow (Vetschau/Spreewald). Anlass für die Errichtung war das Engagement des Landrates in der einst vom großen Lug-See geprägten Region.
Nach dem Wiener Kongresses kam Saadow mit der gesamten Niederlausitz an das Königreich Preußen und gehörte zum Landkreis Calau. Im Jahr 1928 wurden Dorf und Gut Saadow vereinigt. Nach dem Zweiten Weltkrieg gehörte Saadow zum 1952 neu gegründeten Kreis Calau und wurde am 1. Juli 1965 nach Bronkow eingegliedert. Am 26. Oktober 2003 schlossen sich die Gemeinden Lug, Lipten und Bronkow mit seinen Gemeindeteilen Saadow und Rutzkau zur Gemeinde Bronkow zusammen. Saadow ist nach Göllnitz eingepfarrt.

### Einwohnerentwicklung
| Einwohnerentwicklung in Saadow von 1875 bis 1964 | Einwohnerentwicklung in Saadow von 1875 bis 1964 | Einwohnerentwicklung in Saadow von 1875 bis 1964 | Einwohnerentwicklung in Saadow von 1875 bis 1964 |
| Jahr                                             | Einwohner                                        | Jahr                                             | Einwohner                                        |
| ------------------------------------------------ | ------------------------------------------------ | ------------------------------------------------ | ------------------------------------------------ |
| 1875                                             | 155                                              | 1890                                             | 142                                              |
| 1910                                             | 151                                              | 1925                                             | 143                                              |
| 1933                                             | 126                                              | 1939                                             | 128                                              |
| 1946                                             | 172                                              | 1950                                             | 177                                              |
| 1964                                             | 145                                              |                                                  |                                                  |

## Wirtschaft und Infrastruktur
Östlich des Ortes verläuft die Bundesautobahn 13. Saadow war bis Dezember 2006 über die Bahnstrecke Lindthal–Altdöbern Süd an das Bahnnetz angebunden.
Die Donner Landschaftsbau GmbH ist das größte ortsansässige Unternehmen mit etwa 50 Beschäftigten (Stand: 2010).